# Tamara Kučan
Tamara Kučan (Požarevac, 22. avgust 1989.) srpska je književnica, osnivač i direktor izdavačke kuće Urban Art.

## Biografija
Rođena je 22. avgusta 1989. godine u Požarevcu, a živi i radi u Beogradu. Pisanjem se bavi od šesnaeste godine i do sada je objavila sedamnaest knjiga. Ona je od 2010. godine jedna od najmlađih članica u istoriji Udruženja književnika Srbije. Pored pisanja, radi i kao urednik u izdavačkoj kući gde se objavljuju i drugi domaći autori. Završila je Fakultet za medije i komunikacije i po zanimanju je diplomirani komunikolog.
Javnosti je poznata po svom specifičnom stilu pisanja kao i po savremenim društveno-angažovanim temama koje obrađuje u svojim romanima; poput života i psihologije mladih, Beograda iza ponoći, elitne prostitucije, migracija u svetu i na Balkanu, rasizma, fizičkog i psihičkog nasilja, homofobije i autohomofobije, satanističkih sekti, organizovanog i sajber kriminala, mračnog i dubokog interneta, terorizma i ekstremizma, uticaja društvenih mreža, psihičkih poremećaja, preljube i pitanja greha, stereotipa, predrasuda, diskriminacije i drugih.
Izdavačku kuću Urban Art osnovala je 2008. godine sa idejom da približi pisanu reč pre svega mladim generacijama, ali i svim ljubiteljima savremene domaće književnosti. Na izdavačkom spisku, Urban Art trenutno beleži devet autora i 31 izdanje. Na Međunarodnom beogradskom sajmu knjiga, Urban Art je do sada učestvovao deset puta, počevši od 2013. godine.

## Bibliografija
- 2007. Beograđanka
- 2008. Made In Beograd
- 2010. Kocka
- 2012. Zauvek
- 2012. Kocka 2 (elektronsko izdanje)
- 2013. Kocke (Kocka i Kocka 2 u jednoj knjizi)
- 2013. Peščani sat
- 2014. Kapija
- 2015. Oduvek
- 2015. Romani (Beograđanka, Made In Beograd, Zauvek i Oduvek u jednoj knjizi)
- 2016. Indigo
- 2017. Profajler
- 2018. Bivirgata
- 2019. Beograđanka (reizdanje)
- 2019. Made In Beograd (reizdanje)
- 2019. 11:12
- 2020. Oflajn
- 2021. 500 misli i citata Tamare Kučan (dve verzije)
- 2021. Onlajn
- 2023. Između redova: nešto kao biografija (autobiografija)
- 2024. Nadir
- 2024. Tajni dnevnik Džona Kembela (prikvel romana Indigo)

## Spoljašnje veze
- Izdavačka kuća Urban Art